# Nuclear Blast
A Nuclear Blast egy független lemezkiadó és -terjesztő cég, amely Németországban, az Amerikai Egyesült Államokban és Brazíliában rendelkezik saját képviselettel. A lemezkiadót 1987-ben alapította Markus Staiger Donzdorfban, Németországban. A Nuclear Blast a Century Mediával együtt a világ legnagyobb független metal kiadója.

## Történet
A hardcore punk rajongó Staiger kezdetben amerikai hardcore zenekarok albumainak tengerentúli kiadásait terjesztette postai úton Európában, majd a Nuclear Blast létrehozásával belevágott a tényleges lemezkiadásba. Az  NB001 katalógusszámú legelső Nuclear Blast kiadvány egy Senseless Death című amerikai válogatásalbum volt. A hardcore punk színtér számos albumának kiadása után az 1980-as évek végére Staiger figyelme a metal undergroundban világszerte egyre népszerűbb grindcore és death metal zenekarok felé fordult. A Nuclear Blast számára az áttörést a német Atrocity, az amerikai Master és Incubus death metal együttesek szerződtetése hozta meg, akiknek 1990-ben megjelent albumai egyenként több mint 30 000 példányban keltek el, és ezzel a kiadó neve világszerte bekerült a metal szaksajtóba.
Az 1990-es évek elején vált a Nuclear Blast a szülői házban működő egyszemélyes vállalkozásból alkalmazottakat foglalkoztató „rendes” céggé. 1993-94-ben a Hypocrisy, a Dismember és a Kataklysm lemezei produkálták a legjobb eladásokat a kiadóhoz tartozó csapatok közül. Elsőként a holland Gorefest Erase című albumával került fel a német lemezeladási listára a Nuclear Blast, majd a következő években a Therion (szimfonikus metal), a göteborgi In Flames (dallamos death metal), a Dimmu Borgir (szimfonikus black metal ), a Crematory (gothic death metal ) és a tradicionális heavy metal újjáéledésének hullámát beindító Hammerfall albumai hoztak újabb sikereket. Időközben az USA-ban megnyílt a kiadó amerikai irodája, 1997 végére pedig a cégnek már 20 alkalmazottja volt, és 50 országban terjesztették kiadványaikat. 1998-ban elindult a Nuclear Blast hivatalos honlapja az Interneten.
A folyamatos növekedésnek köszönhetően a donzdorfi ipari parkban egy saját komplexumba költöztek 1999 végén. 2002-ben nyitották meg a brazil irodát Sao Paolóban. A kiadó történetében a svéd Meshuggah és Nothing (2002) című lemezük volt az első, amelyik felkerült az amerikai Billboard 200-as lemezeladási listára, és szintén ez volt az első Nuclear Blast kiadvány, amelyről kritikát közölt a Rolling Stone magazin. Az USA-ban a szintén német alapítású Century Media kiadóval stratégiai megállapodást kötöttek.
A zeneiparnak súlyos veszteségeket okozó illegális zeneletöltések ellenére a Nuclear Blast az előző évhez képest megháromszorozta forgalmát 2003-ban. Az új évezred kezdetén az olyan aranylemezes heavy metal csapatok számítottak a kiadó új húzóneveinek, mint a Hammerfall, a Stratovarius és a Manowar.
A finn Nightwish együttes 2004-es Once című albuma és a Nemo kislemez volt a Nuclear Blast történetében az első kiadvány, amely megszerezte a lemezeladási lista első helyét Németországban és számos másik európai országban. Az Egyesült Államokban a Dimmu Borgir öregbítette tovább a kiadó jó hírét. A zenekar fellépett az Ozzfest utazó fesztiválon, és az amerikai lemezeladási listára is felkerült. 
2007-ben a Nuclear Blast fennállásának 20. évfordulóján a kiadóhoz tartozó együttesek közreműködésével készült el a Nuclear Blast All-Stars dupla albuma. Az Into the Light című első CD-n szereplő dalokat a Rage gitárosa Victor Smolski szerezte, és különböző zenekarok énekesei éneklik. A kiadó sötétebb hangulatú zenekarait felvonultató Out of the Dark című album Peter Wichers (Soilwork) szerzeményeire épül, hasonló koncepcióval, mint az egyes lemezen.
A Nuclear Blastnál eddig egyetlen magyar zenekar dolgozott, 2004 és 2008 között az Ektomorf három stúdióalbumot és egy dvd-t készített a kiadó számára.

## Külső hivatkozások
- Nuclear Blast Europe
- Nuclear Blast USA Archiválva 2011. szeptember 1-i dátummal a Wayback Machine-ben
- Nuclear Blast a Myspace-en
- Nuclear Blast, YouTube csatorna